# Minh Đức (diễn viên)
Minh Đức (sinh ngày 5 tháng 9 năm 1943) là nữ diễn viên điện ảnh người Việt Nam, bà được biết đến với vai diễn cô Thoan trong phim Người chiến sĩ trẻ, bà được nhà nước phong tặng danh hiệu Nghệ sĩ nhân dân năm 2019.

## Cuộc đời
Minh Đức tên thật là Đỗ Thị Đức, sinh ngày 5 tháng 9 năm 1943 tại Hoài Đức, Hà Tây. Năm 16 tuổi, bà bắt đầu học lớp diễn xuất khóa đầu tiên tại trường Điện ảnh Việt Nam cùng với Trà Giang, Tuệ Minh, Thụy Vân, Đức Lưu, Lịch Du,... Sau khi tốt nghiệp, bà về công tác tại Xưởng phim truyện Việt Nam và được đạo diễn Nguyễn Tiến Lợi mời đóng vai Biển trong phim Khói trắng (1962). Đây cũng là vai diễn đầu tiên của bà. Một số phim khác mà bà đã tham gia có thể kể đến như: Người chiến sĩ trẻ (1964), Bình minh trên rẻo cao (1970), Những ngôi sao biển (1973), Dòng sông âm vang (1974), Những người đã gặp (1979).
Sau năm 1975, Minh Đức chuyển vào Thành phố Hồ Chí Minh sinh sống, bà tham gia đóng nhiều phim truyền hình. Năm 2019, bà được Nhà nước Việt Nam phong tặng danh hiệu Nghệ sĩ nhân dân.

## Tác phẩm

### Điện ảnh
| Năm  | Tên                     | Vai          | Đạo diễn                       | Chú   | Nguồn         |
| ---- | ----------------------- | ------------ | ------------------------------ | ----- | ------------- |
| 1962 | Khói trắng              | Biển         | NSƯT Nguyễn Tiến Lợi, Lê Thiều |       | [ 2 ] [ 6 ]   |
| 1964 | Người chiến sĩ trẻ      | Thoan        | NSND Hải Ninh                  | [ a ] | [ 7 ]         |
| 1966 | Bình minh trên rẻo cao  | Sim          | NSND Trần Đắc                  |       | [ 8 ]         |
| 1969 | Tiền tuyến gọi          | Vân          | NSND Phạm Kỳ Nam, Quốc Long    | [ b ] | [ 9 ]         |
| 1971 | Đường về quê mẹ         | Huế          | NSND Bùi Đình Hạc              | [ c ] | [ 10 ] [ 11 ] |
| 1972 | Truyện vợ chồng anh Lực | Tơ           | NSND Trần Vũ                   | [ d ] | [ 12 ] [ 13 ] |
| 1973 | Những ngôi sao biển     | Nga          | NSND Đặng Nhật Minh            |       | [ 14 ] [ 15 ] |
| 1974 | Dòng sông âm vang       | Phương       | Nguyễn Đỗ Ngọc                 |       | [ 16 ]        |
| 1979 | Những người đã gặp      | Giang        | NSND Trần Vũ, NSND Trần Phương | [ e ] | [ 17 ] [ 18 ] |
| 1980 | Thời gian gần gũi       |              | Danh Tấn                       |       |               |
| 1980 | Tội và tình             |              | Châu Huế                       |       |               |
| 1989 | Biệt ly trắng           | Chị Lài      | NSND Đào Bá Sơn                |       |               |
| 1990 | Lấy nhau vì tình        | Bà phán Hòa  | NSƯT Hà Văn Trọng              |       |               |
| 1996 | Hạ sĩ quan              | Mẹ Long      | Lê Dũng                        |       |               |
| 1996 | Lời thề                 | Bà Thông     | Nguyễn Tường Phương            |       |               |
| 2002 | Mê Thảo, thời vang bóng | Vợ cụ Thượng | Việt Linh                      |       |               |
| 2008 | Nụ hôn thần chết        | Mẹ Phương    | Nguyễn Quang Dũng              |       |               |
| 2015 | Em là bà nội của anh    | Bà Đại       | Phan Gia Nhật Linh             |       |               |
| 2019 | Hạnh phúc của mẹ        | Bà Giáo      | Phạm Huỳnh Đông                |       |               |

### Truyền hình
| Năm  | Tên                      | Vai                 | Kênh    | Ghi chú |
| ---- | ------------------------ | ------------------- | ------- | ------- |
| 1990 | Nơi ấy có dòng sông chảy |                     | HTV     |         |
| 1993 | Đứa con rơi              |                     | HTV     |         |
| 1994 | Áo trắng bụi đời         |                     | HTV     |         |
| 1994 | Tình yêu tốc độ          |                     | HTV     |         |
| 1994 | Trái tim sỏi đá          |                     | HTV     |         |
| 1995 | Mãi mãi tình hồng        | Mẹ Bích Ngọc        | HTV     |         |
| 1998 | Gió qua miền tối sáng    | Cô Tâm              | VTV     |         |
| 1998 | Chú bé rắc rối           | Má An               | HTV     |         |
| 2000 | Giao thời                | Bà Lân              | HTV     |         |
| 2002 | Người đàn bà yếu đuối    | Bà Lợi              | HTV     |         |
| 2002 | Phố Hoài                 | Bà Rêu              | HTV     |         |
| 2002 | Chuyện tình biển xa      | Bà Tư Đích          | HTV     |         |
| 2004 | Hướng nghiệp             | Bà Nguyên           | HTV     |         |
| 2006 | Hướng nghiệp             | Bà Nguyên           | HTV     |         |
| 2007 | Ghen                     | Mẹ Hương            | HTV     |         |
| 2007 | Giọt đắng                | Hường               | HTV     |         |
| 2008 | Cô gái xấu xí            | Bà Tuyết Mai        | VTV3    |         |
| 2008 | Cỏ đuôi gà               |                     | HTV     |         |
| 2009 | Taxi                     | Bà Xuân             | HTV     |         |
| 2009 | Chuyện tình đảo ngọc     | Mẹ Phong            | HTV     |         |
| 2010 | Yêu từ thuở nào          | Bà nội của Tuấn Anh | HTV     |         |
| 2010 | Đại gia đình             | Bà Mai              | HTV     |         |
| 2010 | Cocktail cho tình yêu    | Bà Huyền            | HTV     |         |
| 2010 | Tóc rối                  | Bà Cẩm Lệ           | HTV     |         |
| 2010 | Vật chứng mong manh      | Mẹ của Chí Cùa      | HTV     |         |
| 2011 | Đồng tiền muôn mặt       | Bà Tâm              | HTV     |         |
| 2011 | Vòng tròn cạm bẫy        | Bà Ba               | HTV     |         |
| 2012 | Cuộc đối đầu hoàn hảo    | Bà Ngoại            | HTV     |         |
| 2012 | Hoa cúc xanh             | Bà Hoàng Long       | HTV     |         |
| 2012 | Hạnh phúc mong chờ       | Bà Vy               | HTV     |         |
| 2013 | 17 tuổi rưỡi             | Bà Thảo             | HTV     |         |
| 2014 | Độc thân tuổi 30         | Bà Hiền             | TodayTV |         |
| 2014 | Hạnh phúc của người khác | Mẹ Trang            | TodayTV |         |
| 2016 | Trận đồ bát quái         | Bà Nguyệt           | THVL    |         |
| 2016 | Xúc xắc xúc xẻ           | Bà Nội              | THVL    |         |
| 2018 | Gạo nếp gạo tẻ           | Bà Đào              | HTV2    |         |
| 2018 | Quý cô thừa kế           | Bà của Nhung        |         |         |
| 2019 | Bến bờ yêu thương        | Bà Cẩn              |         |         |
| 2019 | Nước mắt loài cỏ dại     | Bà Hai Đài          | VTV3    |         |
| 2020 | Gạo nếp gạo tẻ 2         | Bà Hạ Lan           | HTV2    |         |
| 2024 | Ước mình cùng bay        | Bà Song             |         |         |
| 2025 | Mặt trời lạnh            | Bà Dung             | VTV3    |         |

## Đời tư
Minh Đức kết hôn với diễn viên Lân Bích. Họ sinh được 4 người con.